# Psycho (kniha)
Psycho (1959) je psychologický horor amerického spisovatele Roberta Blocha. K jeho napsání jej inspiroval skutečný příběh sériového vraha Eda Geina, který je velmi podobný příběhu hlavní postavy románu, duševně narušeného Normana Batese trpícího schizofrenií.
Blochovu knihu proslavil o rok později režisér Alfred Hitchcock svým stejnojmenným filmem s Antony Perkinsem v hlavní roli. Díky tomu získal Bloch místo scenáristy v Hollywoodu a později napsal k románu dvě pokračování – Psycho II (1982) a Psycho House (1990, česky jako Psycho III), které však již nedosahují kvality prvního dílu.

## Obsah románu
Norman Bates je podivínský, obtloustlý a samotářský majitel motelu v městečku Fairvale v Kalifornii. Bydlí v něm se svou matkou a obchody jim příliš nejdou, protože hlavní silnice byla přemístěna jinam. Norman je starý mládenec a nechá se matkou ovládat. To vše má kořeny v jeho dětství, kdy se naň matka, nenávidící muže, extrémně fixovala a po smrti jeho otce jej svou zvrácenou výchovou k sobě připoutala.
Jedné bouřlivé noci se v motelu ubytuje jako jediný host mladá atraktivní žena Mary Craneová. Mary pracuje jako sekretářka v Phoenixu a nyní chce začít nový život se svým milencem Samem Loomisem. Ten však má finanční závazky ke své bývalé manželce. Mary proto zpronevěří 40 tisíc dolarů. Na svém útěku za milencem, si chce v motelu po dlouhé jízdě odpočinout. Nechá se Normanem pozvat na společnou večeři v jeho domě a při příchodu zaslechne Normanovu matku, jak vztekle křičí, že tu děvku zabije. Norman však při večeři popírá, že by s matkou bylo něco v nepořádku. Mary odchází do svého pokoje a vzápětí je tam zavražděna postavou připomínající starou ženu. Když to Norman zjistí, je okamžitě přesvědčen, že to spáchala jeho matka. Vše uklidí a mrtvou Mary i s jejím autem potopí do bažiny.
Po zmizelé Mary pátrá nejen policie, ale také její sestra Lila společně se Samem Loomisem a soukromý detektiv Milton Arbogast, kterého najal Marynin šéf, aby pro něho našel zpronevěřené peníze. Argobast se při pátrání nakonec setká i s Normanem Batesem, který v něm vzbudí podezření. Informuje Lilu, že jde do Batesova domu promluvit si s jeho matkou. Když však vstoupí do domu, je zabit stejnou postavou, která zavraždila Mary. Norman opět vše uklidí do bažiny.
Lila se Samem pátrají ve Fairvale po Arbogastovi a dozví se od místního šerifa, že Normanova matka je dávno mrtvá. Otrávila svého milence i sebe. Norman že se poté zhroutil a strávil nějaký čas v ústavu pro duševně choré. Lila se Samem jdou do Batesova motelu vše vyšetřit na vlastní pěst. Zatímco Lilia jde do domu, Norman Sama omráčí. Lila se od pak něho dozví, že jeho matka svou smrt jen předstírala a že s ní chce mluvit.
Lila ke svému zděšení nalezne ve sklepě mumifikovanou mrtvolu Normanovy matky. Začne křičet a ve sklepě se objeví tajemná postava s nožem. Dříve než jí stačí ublížit, objeví se ve sklepě Sam, který se probral z bezvědomí, a postavu zneškodní. Zjistí se, že je to Norman Bates převlečený do šatů své matky.
Na základě dalšího šetření se zjistí, že Norman Bates před lety zavraždil svou matku i jejího milence, protože nemohl snést, že by se o ní měl s někým dělit. Snaha potlačit svou vinu u něho vedla k rozpolcení osobnosti, kde se jeho alternativním já stala jeho matka. Ta jej ovládá stejně, jako když byla naživu. Norman ukradl její mrtvolu a mumifikoval ji. Obléká se také do jejích šatů a mluví jejím hlasem. Mary zabil jako svoje matka, která žárlila na Normana proto, že pocítil náklonnost k jiné ženě.
Bates je jako duševně nemocný umístěn do ústavu pro duševně choré. Za několik dnů ovládne celou jeho mysl jeho alternativní osobnost a Norman se prakticky stane svou matkou.

## Pokračování

### Psycho II
Psychiatr Adam Claiborne považuje Normana Batese za téměř vyléčeného až do doby, kdy Bates zavraždí dvě jeptišky a v šatech jedné z nich uprchne v jejich dodávce z ústavu pro duševně choré, kde byl před dvaceti lety hospitalizován. Policie věří, že Bates svůj pokus o útěk nepřežil, protože v ohořelé dodávce nalezla tělo, které považuje za jeho. Adam Claiborne nevěří, že je Bates mrtev a brzy skutečně dojde k tomu, že je ve Fairvale zavražděn Sam Loomis se svou ženou Lilou, která se za něho mezitím provdala. Pak začne docházet k vraždám v Hollywoodu, kde se připravuje film o událostech v Batesově motelu. Násilnou smrtí zemře producent i režisér a vypadá to tak, že se Bates stará o to, aby nikdy nemohl vzniknout film o jeho osobě.
Ve skutečnosti je Bates dávno mrtev. Jako jeptiška vzal do dodávky stopaře, napadl jej železným klíčem, ten se však ubránil a zabil jej. Pak vše zapálil a utekl. Claiborne našel Batesovo tělo a převzal jeho roli. Měl pocit, že jeho osud je svázán s Batesovým, doufal, že jej vyléčí a stane se slavným. Když našel jeho mrtvolu, nemohl jej nechat zemřít a stal se jím.

### Psycho III (Psycho House)
Děj románu se odehrává asi deset let po událostech popsaných v Psycho II. Bohatý podnikatel z Fairvale Otto Remsbach nechal přebudovat Batesův motel a dům na turistickou atrakci, ve které dokonce umístil umělé dvojníky (loutky) Normana, jeho matky a Mary Craneové. Doufá, že to bude největší turistická atrakce celého Texasu. Těsně před otevřením je zde ale nalezena zkrvavená mrtvola mladé dívky a následně je zavražděn i Otto Rembach. Na místo přijíždí reportérka Amy Hainesová, která původně chtěla napsat knihu o Normanu Batesovi. Pouští se sama do riskantního pátrání, na jehož konci je zjištění, že za vším stála chamtivost Rembachova tichého společníka získat celý projekt pro sebe.

## Filmové adaptace
- Psycho (1960), americký film, režie Alfred Hitchcock, v hlavní roli Anthony Perkins.
- Psycho II (1983),americký film založený na charakterech autorových postav, režie Richard Franklin, v hlavní roli Anthony Perkins, s autorovou knihou Psycho II nemá film nic společného.
- Psycho III (1986), americký film založený na charakterech autorových postav, režie a v hlavní roli Anthony Perkins, s autorovou knihou Psycho House nemá film nic společného.
- Psycho IV: The Beginning (1990), americký film dějově předchází film Psycho a je založen na charakterech autorových postav. Režie Mick Garris, v hlavní roli Anthony Perkins.
- Psycho (1998), americký film, režie Gus Van Sant, v hlavní roli Vince Vaughn.
- Bates Motel (2013-2015, Batesův motel), americký televizní seriál založený na autorových postavách dějově předcházející film Psycho.

## Česká vydání
- Psycho, Argo, Praha 1995, přeložila Martina Löflerová.
- Psycho, Baronet, Praha 2014, přeložil Lumír Mikulka.
- Psycho II, Baronet, Praha 2014, přeložil Lumír Mikulka.
- Psycho III, Baronet, Praha 2014, přeložil Lumír Mikulka.